# En krona av svärd
En krona av svärd är del 14 i Robert Jordans fantasyserie Sagan om Drakens Återkomst (Wheel of Time). På engelska: A Crown of Swords och den kom ut 2000. Den är översatt av Jan Risheden.
| Föregående bok: Vindarnas skål | Sagan om Drakens Återkomst | Nästa bok: Knivarnas väg |